# タングロン
タングロンとは、昆布エキスを用いた清涼飲料水である。

## 概要
タングロンの名前の由来は「コンブ」の英語表記tangle（タングル） が語源となっている。
昆布酵素エキスを主原料に、りんご果汁、オリゴ糖、各種ビタミンを配合。昆布の味はほとんどせず、茶褐色のリンゴ味の飲料。なお製法は特許申請されている。
基本的に札幌市内をはじめ道央地区を中心にスーパーマーケットで発売されているが、少量ながら本州にも流通していた。また通販や物産展、ふるさと納税の返礼品 などでも入手可能であった。
メディアでは笑っていいとも増刊号にて紹介された事がある。
製造元の日本酵素産業株式会社は、製造機械・設備の老朽化を理由として2020年3月31日にタングロンの製造を終了した。また、製造終了と同時に、日本酵素産業は廃業する。
なお、販売元の株式会社TKSタングロンは廃業せず、タングロン以外の商品については販売を継続する。

## 歴史
- 1963年 - 北海道大学水産学部教授、近江彦栄により考案された抽出法の「昆布酵素エキス」を主原料に、函館・釧路・旭川など道内6カ所で製造を始められる。
- 1967年 - 北海道芦別市の明治鉱業上芦別鉱業所が閉山。これを契機に産炭地域振興臨時措置法（産炭地振興法）に基づく国の産炭地振興事業を活用して、同社の炭砿技師だった笠井盈（みつる）が、芦別市上芦別町に日本酵素産業を設立[1]。かねてから発売されていた「昆布酵素エキス」飲料の品質が、各製造所での出来上がり品質にばらつきがあったことから、当地芦別市に製造を集約される。
- 1969年 - 「タングロン」の製造販売開始[1][7]。昭和50年代以降北海道全域に亘り、学校給食[12][13]・幼稚園・保育園・病院・老人福祉施設の給食でも利用され、各スーパーにも出回るようになった。発売当時はびん入り20円で売り出されており、牛乳配達のように1軒ずつ配達していた。ビンの回収と洗浄の手間から、創業から約2年後には紙パックに変わり販売している[1][7]。
- 2019年12月 - タングロンの製造中止を公式ウェブサイトにて発表。